# Giuseppe Bartolomeo Chiari
Pour les articles homonymes, voir Chiari (homonymie).
Giuseppe Bartolomeo Chiari (Rome ou Lucques, 10 mars 1654 - Rome, 8 septembre 1727) est un peintre italien de la seconde moitié du XVIIe et du début du XVIIIe siècle se rattachant au baroque tardif (ou rococo).

## Biographie
Giuseppe Bartolomeo Chiari travailla principalement à Rome, au Palazzo Barberini, au Palazzo Colonna, à la basilique San Silvestro in Capite, au Palais Spada.
Élève de prédilection de Carlo Maratta, son prestige le porte au titre de Principe de l'Accademia di San Luca de 1723 à 1725.
Il atteint le sommet de sa renommée pendant le pontificat de Clément XI (1700 - 1721) et est l'assistant Carlo Maratta dans la préparation des cartons pour les mosaïques des nefs latérales de la basilique Saint-Pierre de Rome.

## Œuvres

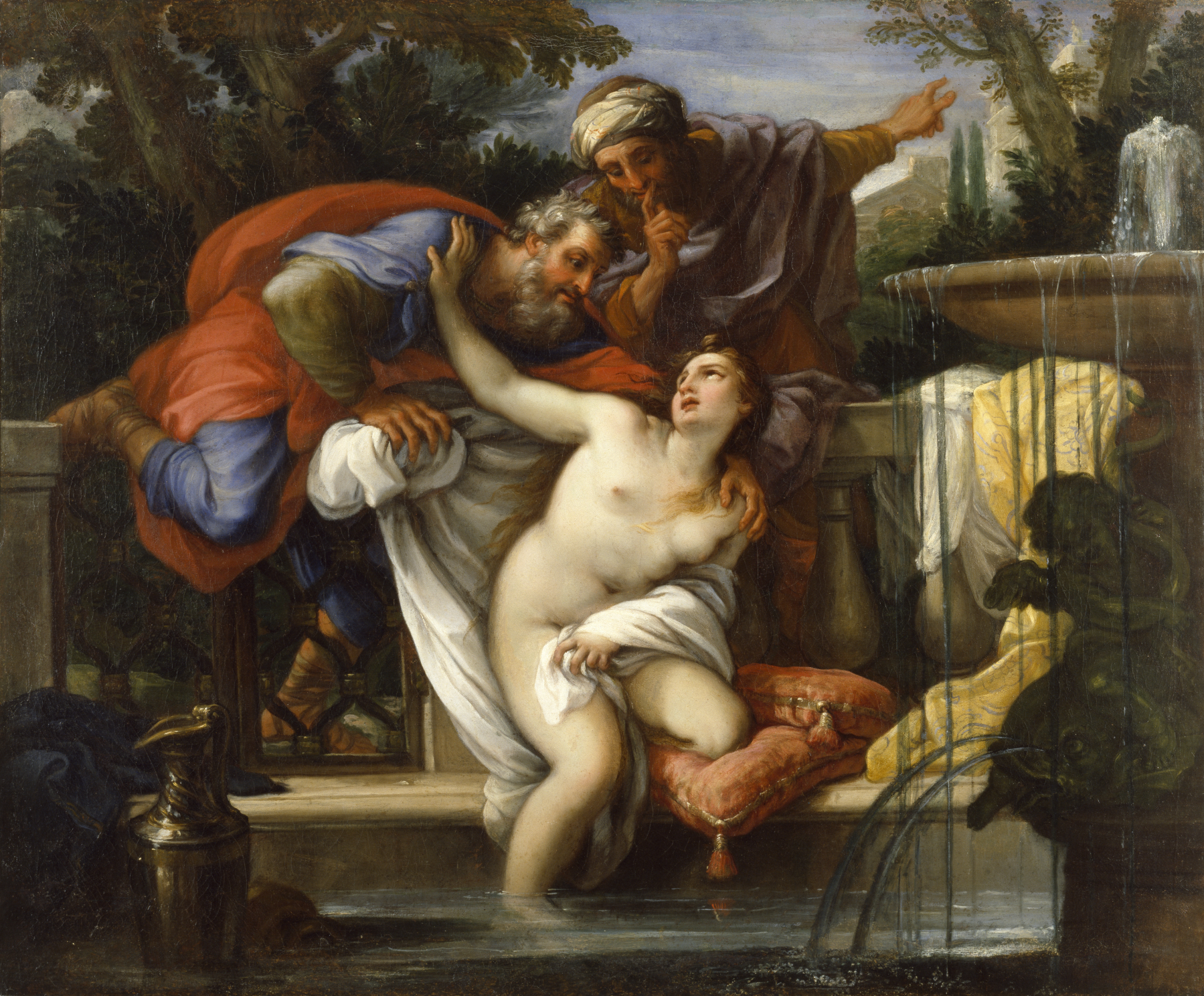
Suzanne et les vieillards  par Giuseppe Bartolomeo Chiari.  The Walters Art Museum.
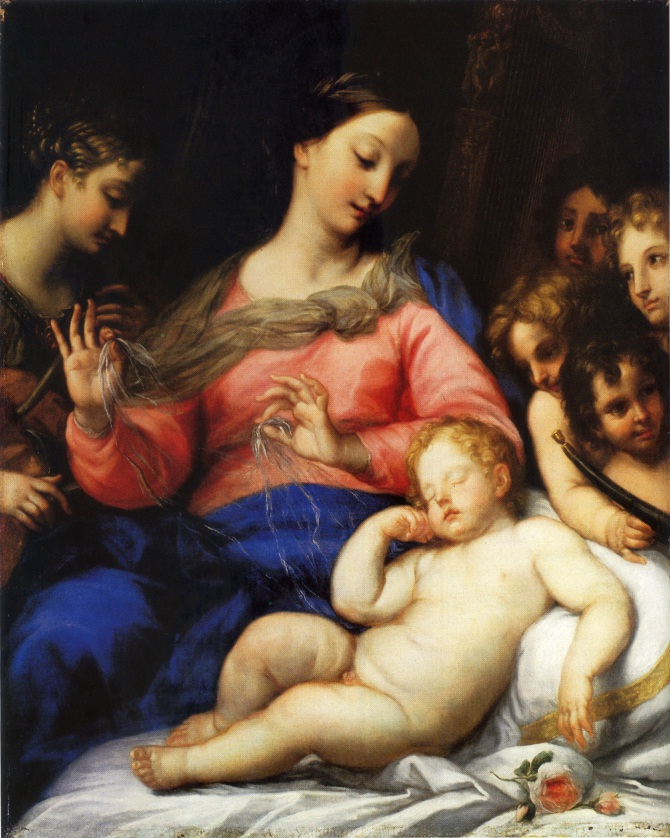
Vierge à l'Enfant avec sainte Catherine et anges par Maratta et Chiari, 1670, Porczyński Gallery, Varsovie.

À l’international
- Adoration des mages, Gemäldegalerie, Berlin ;
- Agar et l'Ange[2], au musée du Louvre, Paris ;
- Bethsabée au Bain[3] au Metropolitan Museum of Art de New-York ;
- Le Prophète Abdias[4], musée Fesch, Ajaccio ;
- Suzanne et les Vieillards[5], Walters Art Museum, Baltimore ;
- Adoration des Mages, Eglise Saint-Samson, La Roche-Guyon, Yvelines, France
- Vierge des douleurs[6].

À Rome
- Le Prophète Abdia, Saint-Jean de Latran ;
- Adoration des Mages et Naissance de Marie, troisième chapelle, Santa Maria del Suffragio (it) ;
- Apothéose de Marcantonio II Colonna, fresque du plafond de la Sala delle Colonne Belliche du Palazzo Colonna ;
- Course du Soleil, Galerie nationale d'art ancien ;
- Décoration du plafond au piano nobile du Palazzo De Carolis (it) ;
- Décoration des médaillons seconde chapelle de église Saint-Ignace-de-Loyola ;
- Judith et la tête d'Holoferne et Allégories de Clément XI, Museo di Roma au Palazzo Braschi ;
- Gloire de la Vierge, fresque du plafond de la troisième chapelle de la basilique Santa Maria in Montesanto ;
- Gloire des anges, chapelle des fondateurs, église Saint-André du Quirinal ;
- Gloire de saint Clément, fresques du plafond de la basilique Saint-Clément (1715-7) ;
- Bacchus et Ariane, 1697, palais Spada ;
- Mercure confiant Bacchus aux nymphes, 1699, palais Spada ;
- Apollon et Daphnée, 1695, palais Spada ;
- Latone transformant en grenouilles les bergers de Lycie, 1699, palais Spada ;
- Vierge à l'Enfant et les saints Antoine de Padoue et Étienne, basilique San Silvestro in Capite ;
- Miracles de saint François de Paul, murs et fresques du plafond de la deuxième chapelle de l'église San Francesco di Paola ;
- Saint François entouré par les anges, basilique des Saints-Apôtres ;
- Sainte Famille et le jeune saint Jean-Baptiste, église Santa Maria delle Grazie alle Fornaci ;
- Les Saints Pierre d'Alcantara et Pascal Baylon, église San Francesco a Ripa.